# Брюханово (Нижегородская область)
Брюха́ново — деревня в Лысковском районе Нижегородской области. Входит в состав Кисловского сельсовета.

## География
Деревня расположена в 80 км к югу-востоку от Нижнего Новгорода, на правом берегу реки Сундовик. Ближайшие населённые пункты — сёла Колычево и Сёмово, деревня Крестьянка.

## История
С конца 1920-х годов до начала 1950-х годов в деревне базировался колхоз «Пролетарий».

## Инфраструктура
В деревне Брюханово одна улица — Зелёная.